# Степная катена
Степная катена — памятник природы областного значения, расположенный в Краснозерском районе Новосибирской области России. Площадь — 38,7 га.

## Описание
Природоохранный объект был создан в 2007 году в 9 км северо-западнее села Новый Баганёнок на правом берегу реки Баганёнок. Площадь памятника — 38,7, из них 36,31 га занимают луга, 2,01 га — лес, 0,38 га — дороги.

## Флора и фауна
На территории памятника обнаружено 258 видов беспозвоночных и 49 видов птиц.
3 вида беспозвоночных и 2 вида растений занесены в красные книги России и Новосибирской области.